# Saint-Bonnet-de-Vieille-Vigne
Saint-Bonnet-de-Vieille-Vigne – miejscowość i gmina we Francji, w regionie Burgundia-Franche-Comté, w departamencie Saona i Loara.
Według danych na rok 1990 gminę zamieszkiwało 217 osób, a gęstość zaludnienia wynosiła 12 osób/km² (wśród 2044 gmin Burgundii Saint-Bonnet-de-Vieille-Vigne plasuje się na 695. miejscu pod względem liczby ludności, natomiast pod względem powierzchni na miejscu 519.).